# 松平宗昌
松平 宗昌（まつだいら むねまさ）は、江戸時代前期から中期の大名。越前国松岡藩2代藩主、のち越前福井藩9代藩主。官位は従四位下・侍従・内匠頭。

## 生涯
延宝3年（1675年）6月23日、松岡藩初代藩主・松平昌勝の3男として松岡にて誕生した。母は中根氏（葉津）。幼名は仙鉄。
元禄6年（1693年）、最初は昌興（まさおき）と名乗る。父の死去により越前松岡藩を継ぐ。このときの名乗りは昌平（まさひら）である。享保6年（1721年）に本家の藩主となっていた弟・松平吉邦が嗣子無くして死去したため、12月11日にその跡を継ぎ、18日に侍従に任じられた。このとき、松岡藩は本家に併合されて廃藩、福井藩は合計30万石となった。8代将軍・徳川吉宗より偏諱を拝領して宗昌（むねまさ）と改名する。
40代半ばを過ぎての本家相続であり、当時としては既に跡継ぎを望むには高齢で、かつ後継者がなかった。そのため、藩主就任と同時に幕府の指示により、白河新田藩主松平知清の次男宗矩を養嗣子とする。福井藩に相次いだ当主後継を巡る御家騒動の再発を防ぐための、幕府の事前措置と思われる。宗矩は先代藩主・吉邦の一人娘を正室に迎える。享保9年（1724年）4月27日、宗昌は江戸で死去し、跡を宗矩が継いだ。享年50。墓所は東京都港区虎ノ門（西ノ窪）の天徳寺。のち東京都品川区南品川の海晏寺に改葬された。宗昌の死により松平忠昌以来の男系の血筋は断絶した。

## 系譜
- 父：松平昌勝
- 母：葉津 - 中根氏
- 養父：松平吉邦
- 正室：菊姫（? - 1712年） - 小笠原忠雄の養女、松平頼元の五女
- 側室：茂土（? - 1769年） - 杉山五郎大夫の娘
  - 長男：幻空大童子（? - 1720年）
  - 長女：勝姫（1722年 - 1740年） - 隔芳院/融芳院、毛利宗広正室
- 生母不明の子女
  - 次男：千五郎（1723年 - 1724年）
- 養子：松平宗矩（1715年 - 1749年） - 松平知清の次男